# Breadloaf Island (Antarktika)
Breadloaf Island (englisch für Brotlaib-Insel; chinesisch 掩耳島 Yaner Dao, deutsch ‚Ohr-Insel‘) ist eine Insel im südöstlichen Teil der Prydz Bay an der Ingrid-Christensen-Küste des ostantarktischen Prinzessin-Elisabeth-Lands. Sie liegt 0,7 km westlich von Easther Island und 6,3 km westnordwestlich der Law-Racoviță-Station im Gebiet der Larsemann Hills.
Norwegische Kartographen kartierten sie anhand von Luftaufnahmen der Lars-Christensen-Expedition 1936/37. Eine Mannschaft der Australian National Antarctic Research Expeditions benannte sie deskriptiv nach ihrer Form im Zuge von zwischen 1986 und 1987 durchgeführten Erkundungen der Larsemann Hills. Die chinesische Benennung geht auf das Jahr 1993 zurück.